# Нинко Перић
Нинко Перић (Бојић, 14. мај 1886 — Београд, 24. април 1961) био је српски правник и политичар.

## Биографија
Гимназију завршио у Шапцу и Београду. Дипломирао на Правном факултету у Београду 1910. године. Био је изабран за председника Фонда сиромашних студената исте године. Као питомац Фонда Ангелине Марић, био је на докторским студијама из области приватног права у Паризу од 1910. до 1912. године. Био је иницијатор оснивања Удружења студената Југословена у Паризу. За председника Управног одбора изабран је Божидар Пурић, а за председника Надзорног одбора Нинко Перић. Према условима Фонда, докторска дисертација је брањена на Правном факултету у Београду. Потом је више месеци провео у Женеви, где је у библиотекама прикупљао материјале за будуће научне радове. Током Првог балканског рата вратио се у Србију и пријавио у војску као добровољац, али је одбијен из медицинских разлога.

### Чиновничка каријера
После завршеног студијског боравка у Женеви, постављен је за писара Првостепеног суда за град Београд, октобра 1913. године. На почетку Првог светског рата, ступио је у српску војску као добровољац. Био је иследник иследник у Војној станици Ужичког одреда, те при Ваљевском гарнизону. У Ваљеву је прележао пегави тифус, 1914, под будном негом лекара др Аврама Јосифа Винавера и његове супруге Руже.  Потом је премештен у Шабачку окружну команду у којој је служио до демобилизације команде 5. новембра 1915. године.
Ступио је у контакт са владом Краљевине Србије у Скадру, јануара 1916. године. Министар финансија Момчило Нинчић га је запослио у свом ресору. Наредних годину и по дана био је на служби у Марсеју, Женеви и на Крфу.
Потом је постављен за секретара V класе Министарства иностраних дела, октобра 1917, а Никола Пашић га је одабрао за личног секретара, да га прати на његовом путу у Рим, Париз. Лондон и бању Евијан. Потом га је поставио за шефа Кабинета председника Министарског савета.
Био је лични секретар Николе Пашића на Мировној конференцији у Паризу.
Према сопственој жељи, напустио је дипломатску службу и постао је професор међународног приватног права, те грађанског права на Правном факултету у Београду, од марта 1920, а исте године је напоредо предавао и на Правном факултету у Суботици.
Професорску каријеру је напустио пошто је Никола Пашић оформио прву хомогену радикалску владу, 16. децембра 1922, и поставио Нинка Перића за министра социјалне политике. Наставак његове каријере био је нераскидиво везан са Николом Пашићем, краљем Александром и Петром Живковићем, по чијим жељама је добијао различите функције. У ресорима Министарства финансија и Министарства иностраних дела није оставио дубљег трага, јер се релативно кратко задржао на положајима министра. Нешто видљивији траг оставио је као министар правде. После Марсејског атентата остао је у добрим односима са Богољубом Јевтићем који му је понудио место посланика у Букурешту, јануара 1935. године. На тај положај је постављен марта исте године, и обављао га је до средине маја 1936. године. Милан Стојадиновић је желео да га премести за посланика у Бриселу, јануара 1936, али белгијска влада није дала агреман. Нинко Перић је званично пензионисан 29. јуна 1936. године.
- Секретар делегације Краљевине СХС на Конференцији мира у Паризу. Изабран за ванредног професора Правног факултета у Београду 1920.
- Министар социјалне политике од 4. маја до 31. јула 1923. Министар финансија од 15. априла до 24. децембра 1926.
- Министар иностраних дела од 24. децембра 1926. до 12. априла 1927.
- Министар без портфеља од 17. априла до 16. јуна заступао министре правде, просвете, вера.
- Председник Народне скупштине 1927-28.
- Председник Државног савета 1930-31.
- Посланик у Букурешту 1935-36.

### Политичка каријера
Нинко Перић је од студенстких дана био активан члан Народне радикалне странке, прво као члан радикалског клуба Словенски југ, а потом и као члан редакције часописа "Словенски југ", који је покренуо професор Божидар Марковић. Чланови редакције су поред Нинка Перића били Милан Стојадиновић и Вељко Поповић. Први пут је учествовао у предизборној кампањи у поцерском срезу 1908. године.
Када је Никола Пашић одобрио Нинку Перићу да пређе из службе Министарства иностраних дела на Универзитет у Београду, наложио је његовом тасту Дражи Петровићу да почне припрему терена у поцерском срезу за посланичку кандидатуру, оценивши да би му било боље да остане у политици него да се посвети академској каријери.
Први пут је изабран за народног посланика на изборима за Уставотворну скупштину 1920, за срез поцерски. Касније је биран у истом срезу и на парламентарним изборима 1923, 1925, 1927. и 1931. године. Као посланик поцерског среза, Нинко Перић је био задужен, између осталог, и за јачање партијске структуре у источној Славонији.
Односи Нинка Перића и Николе Пашића су захладнели од 1924, услед лоших односа Перића и Радомира (Раде) Пашића. Међутим, краљ Александар и Петар Живковић су почели да показују све више поверења и наклоности према Нинку Перићу од 1925. године, те се његова политичка и чиновничка каријера наставила развијати под њиховом заштитом.
Нинко Перић и Милан Стојадиновић су били пријатељи од студентских дана. Њихов однос је нагло захладнео, пошто је Перић наследио Стојадиновића на челу Министарства финансија у влади Николе Узуновића, априла 1926 године.
Његова политичка каријера је окончана постављањем за посланика у Букурешту, 1935. године.

## Лични живот
Нинко Перић је оженио Ангелину (Гину) Петровић, ћерку угледног шабачког радикала Драгомира Драже Петровића са којом је имао троје деце.

## Дела
Објавио је велики број стручних радова.
- Менична способност (1909)
- Теорија злоупотребе права (1912)
- Основи грађанског права - општи део (1922)
- Међународно приватно право (1926)